# Nadia Cattouse
Nadia Evadne Cattouse (sinh ngày 02 tháng 11 năm 1924 tại Thành phố Belize, British Honduras và qua đời ngày 29 tháng 10 năm 2024) là một nữ diễn viên, ca sĩ và nhạc sĩ người Anh gốc Belize.
Bà nổi tiếng với vai diễn trong nhiều chương trình truyền hình của Anh như Play for Today, Crown Court, Dixon of Dock Green và Johnny Jarvis. Là một ca sĩ trong những năm 1960, bà đã biểu diễn tại câu lạc bộ dân ca và blues Les Cousins ở Phố Hy Lạp, Luân Đôn và xuất hiện trên các chương trình truyền hình bao gồmSing Along và Hootenanny của BBC. Trong bối cảnh dân gian, cô là một người đương đại của Công ước Julie Felix và Fairport, và được Melody Maker gọi là "một trong những người khổng lồ của sự hồi sinh bài hát dân gian ở Anh". Với Robin Hall và Jimmie Macgregor, bà đã thực hiện Songs of Grief & Glory (1967). Album Earth Earth (1970) của cô đã được thu âm một phần tại Lễ hội Edinburgh năm 1969. Trong số các tác phẩm khác, Cattouse có trên Cult Cargo: Belize City Boil Up (2005), hát "Long Time Boy", và trong album năm 1972 Club Folk 2 (Peg Records PS3), hát "BC People"  và "Tất cả xung quanh sàn nhà của bà tôi".

## Tiểu sử

### Những năm đầu và sự nghiệp
Nadia Evadne Cattouse được sinh ra ở thành phố Belize vào năm 1924. Cha của bà, Albert Cattouse, là một công chức, người đã tiếp tục trở thành Phó Thủ tướng Anh Quốc Honduras.
Năm 1943, trong Chiến tranh thế giới thứ hai, Nadia Cattouse đến Anh với tư cách là một tình nguyện viên và được đào tạo ở Edinburgh với tư cách là người điều hành tín hiệu. Bà cũng trở thành một hướng dẫn viên thể dục bán thời gian với ATS. Sau đó, cô theo học trường cao đẳng đào tạo giáo viên ở Glasgow và trên vòng loại, bà quay trở lại British Honduras, nơi cô là hiệu trưởng của một trường truyền giáo và giảng về giáo dục trẻ sơ sinh tại trường Cao đẳng Sư phạm và các khóa học mùa hè. Bà trở về Anh năm 1951 và học ngành khoa học xã hội tại Trường Kinh tế Luân Đôn, thực hiện một số hoạt động diễn xuất và ca hát để theo học đại học. Bà bắt đầu sự nghiệp truyền hình vào năm 1954. Bà xuất hiện trên hai tác phẩm truyền hình từng đoạt giải thưởng, Freedom Road: Songs of Negro Protest (1964)  và there I Go, và xuất hiện trên sân khấu với vai Felicity trong The Blacks của Jean Genet. Những bài hát đáng chú ý của bà với tư cách là một folksinger bao gồm "Long Time Boy"  và "Red and Green Christmas".

## Cuộc sống cá nhân
Bà kết hôn với nhà soạn nhạc/người sắp xếp David Lindup và con trai của họ Mike Lindup là người chơi keyboard của ban nhạc jazz funk Level 42. Bà qua đời tại London vào ngày 29 tháng 10 năm 2024, thọ 99 tuổi.

## Giải thưởng
- Tháng 9 năm 2009, Giải thưởng Dịch vụ Công đức của Chính phủ Belize, "để ghi nhận sự tiến bộ của bà về nhận thức xã hội, văn hóa và chính trị giữa người Belie và những người Caribe khác ở Anh".[11]

## Danh sách chọn lọc

### Album
- Nadia Cattouse (Thực tế, 1966)
- Mẹ Trái đất (Quốc tế RCA, 1969)

### Đĩa đơn
- "Chàng trai không có trái tim" / "Thời gian dài, chàng trai" (1961)
- "Chạy Joe" / "Bài hát ru Bahaman" (1961)
- "Cảng Mahon" / "Một chút dầu nữa" (1965)
- "Người đẹp xinh đẹp" / " Xoay quanh " (Thực tế / RE 503)
- "Thật khó để nhìn thấy" / "Cát sa mạc" (LIV / SP / 93)

### Tổng hợp
- Lễ hội dân gian Edinburgh Vol. 1 (1963)
- Lễ hội dân gian Edinburgh Vol. 2 (1964)
- Freedom Road: Bài hát của cuộc biểu tình của người da đen (Fontana, 1964)
- Bài hát từ "Hallelujah" của Truyền hình ABC (Fontana, 1966)
- 49 Phố Hy Lạp (RCA / RCA SF8118, 1970; RCA / JASKCD193, 2007)
- Câu lạc bộ Dân gian Tập 1 (Peg, 1972)
- Câu lạc bộ Dân gian Tập 2 (Peg, 1972)
- Cult Cargo: Thành phố Belize sôi sục (Numero, 2005)